# Paul Tremel
Paul Tremel (* 20. Juni 1892 in Hof (Saale); † 15. Dezember 1964) war ein deutscher Landrat.

## Leben
Nach dem Studium der Rechtswissenschaften legte Paul Tremel seine erste juristische Staatsprüfung ab und musste Kriegsdienst leisten. Seit 1912 war er Mitglied der Studentenverbindung Apollo München, der späteren Burschenschaft Apollo München. Nach dem dreijährigen Vorbereitungsdienst (Referendariat) folgte im Jahr 1921 das Große juristische Staatsexamen mit anschließender Übernahme als Assessor bei der Regierung von Oberfranken, wo er in der Kammer des Innern beschäftigt war.  
1922 wurde er Bezirksamtmann in Obernburg, wo er bis zu seinem Wechsel im Jahre 1929 zum Bezirksamt München blieb. 1933 zum Polizeipräsidium abgeordnet, erhielt er dort die Ernennung zum Regierungsrat. Er kam in die Kommunalverwaltung zurück und wurde 1936 Bezirksoberamtmann (ab 1939 Landrat) des Bezirksamtes Traunstein (ab 1939 Landkreis Traunstein). Nach der Besetzung des Egerlandes durch deutsche Truppen wurde Tremel im Oktober 1938 für ein Jahr zum Landkreis Eger abgeordnet. In der Zeit vom 18. April 1940 bis zum 7. Oktober 1942 musste er als Major d. R. Kriegsdienst leisten und war Feldkommandant in Verviers in Belgien. Wegen fehlenden Personals und seines fortgeschrittenen Alters wurde Tremel in den Verwaltungsdienst zurückbeordert und wurde im Juli 1944 kommissarisch mit der Wahrnehmung der Geschäfte des Regierungsvizepräsidenten bei der Regierung von Unterfranken beauftragt.  
Im Mai 1945 wurde er von den amerikanischen Besatzern seines Amtes enthoben und bis zum 23. April 1948 interniert. Über ein anschließendes Entnazifizierungsverfahren gibt die Quellenlage keine Aufschlüsse. Es ist davon auszugehen, dass Tremel ein Spruchkammerverfahren durchlaufen hat und als minderbelastet oder Mitläufer eingestuft worden ist. Im Dezember 1949 kam er als juristischer Hilfsarbeiter zur Regierung von Oberbayern, wurde dort 1950 Oberregierungsrat und im darauf folgenden Jahr zur Staatsanwaltschaft beim Bayerischen Verwaltungsgerichtshof abgeordnet. 1952 wurde er dort Oberstaatsanwalt und zum Jahresbeginn 1954 Oberverwaltungsgerichtsrat. Er ging zum 1. Juli 1957 in den Ruhestand. 
Zum 1. Mai 1933 wurde Tremel Mitglied der NSDAP (Mitgliedsnummer 3.202.141). Im Juli 1933 kam er zur SA. In der SS wurde er am 30. Januar 1939 Obersturmbannführer (SS-Nummer 314.173).